# I frutti amari
I frutti amari (Fruits amers - Soledad) è un film del 1967 diretto da Jacqueline Audry.

## Trama
In un paese sudamericano non identificato, governato con la dittatura, intorno all'editrice Soledad e al dottor Sebastian, si raccoglie un movimento clandestino. Soledad ed altri dipendenti della sua tipografia: Diego, Luis e Gina, vengono arrestati dal capo della polizia: Alfonso, per aver sostituito nelle edicole, le copie del quotidiano da altre contenenti articoli rivoltosi. Nel frattempo, gli altri membri del movimento clandestino, si riuniscono temendo che Soledad, ceda agli interrogatori. La bellissima sorellastra di Soledad: Tita, gli si offre ad Alfonso in cambio della sua liberazione. Soledad, è finalmente libera, ma sia lei che i compagni del movimento non riescono a capirne il motivo e così la accusano di tradimento. Tita rivela tutto il vero motivo di come ha ottenuto la sua liberazione, ed un giorno, Tita che aveva un appuntamento con Alfonso, viene preceduta da Soledad che si reca all'appuntamento, uccidendolo.

## DVD
Uscì in DVD il 7 luglio 2009.

## Location
- Jugoslavia